# Csillagrendszer
Csillagrendszernek nevezzük a csillagászatban az olyan csoportosulást, amiben több csillag található. Az ilyen rendszer fő jellemzője, hogy tagjai egymással gravitációs kölcsönhatásban vannak. A rendszeren belül a távolságok nem haladják meg a néhány tízezer csillagászati egységet.
A gravitáció által összekötött csillagok nagyobb csoportját általában csillaghalmaznak vagy galaxisnak nevezik, bár tágabb értelemben ezek is csillagrendszerek. 
A csillagrendszer nem tévesztendő össze a bolygórendszerrel, amely bolygókat és kisebb égitesteket (például üstökösöket) foglal magába (ilyen bolygórendszer például a Naprendszer is).
A legismertebb csillagrendszer a Fiastyúk csillaghalmaz..

## Többes csillagrendszer
A csillagok több mint fele többszörös csillagrendszert alkot. A nagy számban előforduló többszörös csillagrendszereken belül a legnagyobb csoportot a kettőscsillagok jelentik, az összes csillag kb. egyharmada oda tartozik. Az ismert legnagyobb darabszámú lokális rendszerben hat csillag található.
A többszörös csillagrendszer tagjai nagyjából ugyanabban az időben, ugyanabból a csillagközi felhőből keletkeztek. Tagjait komponenseknek nevezzük. A kettőnél több csillagból álló rendszer tagjai általában nem Kepler-féle pályán keringenek. A többszörös rendszerek egy része emiatt instabil, kaotikus, egyes tagjai az idők során elhagyják a rendszert. Egy többszörös csillagrendszer akkor tekinthető stabilnak, ha például két kettőscsillag alkotja, amik páronként egymáshoz közel, de a két pár egymástól távolabb helyezkedik el.
A többszörös csillagrendszeren belül a csillagok különböző színképosztályúak és fejlődési típusúak lehetnek (óriások, törpék, szuperóriások, fehér törpék, neutroncsillagok, fekete lyukak is lehetnek egy rendszeren belül).
Az objektum mozgását a legfényesebb taggal azonosítjuk, amit a rendszer fő összetevőjének neveznek. A kevésbé fényes csillagokat a rendszerben kísérőnek hívjuk.